# Kanton Villemomble
Kanton Villemomble (fr. Canton de Villemomble) je francouzský kanton v departementu Seine-Saint-Denis v regionu Île-de-France. Tvoří ho pouze město Villemomble.